# In the future
「In the future」（イン・ザ・フューチャー）は、1996年5月22日に発売されたhitomiの6枚目のシングル。

## 解説
- 規格品番はAVDD-20122。本体価格は971円。
- 「In the future」は明治製菓「アメリカンチップス」 CM曲。
- 嘉門達夫が「TK替え歌メドレー2」で替え歌を披露している。
- 2021年12月22日には、『Infinity avex Recordシリーズ』の一つとして、17作目のシングル「LOVE 2000」との両A面7インチアナログ盤（AQJH-77510）が発売された[1]。

## 収録曲
1. In the future (4:40)
  - 作詞：hitomi、小室哲哉 / 作曲・編曲：小室哲哉 / Mixed by Jon Gass

歌詞のテーマはタイトル通り「今と未来」であり、「自分にパワーを付けていかないと、いつか世間に捨てられるぞ」「外見ばかりの変化だけじゃ、その内ダメな時が来るよ」という思いを込めた[2]。
「とにかく何かを壊したい」「おばさんっぽく見せたい」というhitomiの意向から、ジャケットは赤を基調にし、PVでは髪を赤茶色に染めている[3]。
2. Shinin' On (4:15)
  - 作詞：hitomi / 作曲・編曲：小室哲哉 / Mixed by Jon Gass

歌詞は「夢を追いかけていくのに、余計なことでじめじめ悩んでいる暇はないよ」[2]「『カッコいい』とか、『スゲェ』とか、良い意味でのショックを感じようよ。同時に私も他人にそんなショックを与えられるような人間になりたい!」[3]をテーマにしている。
3. In the future [TV Mix] (4:39)
4. Shinin' On [TV Mix] (4:14)

## 楽曲の収録アルバム
- by myself (#1,2、#1はアルバム・バージョン)
- h (#1)
- SELF PORTRAIT (#1、SELF PORTRAIT version)
- peace (#1)